# Europäische Wirtschaftsregierung
Unter einer europäischen Wirtschaftsregierung werden verschiedene vorgeschlagene, bislang nicht realisierte Modelle für Institutionen europäischer (Europäische Wirtschafts- und Währungsunion bzw. Europäische Union) Wirtschaftspolitik verstanden. In der Diskussion über den Vertrag von Maastricht 1992 bezog sich der Begriff meist auf die Frage nach der Unabhängigkeit der Europäischen Zentralbank: Während in Deutschland die Bundesbank von jedem politischen Zugriff ferngehalten worden und lediglich dem Ziel der Preisstabilität verpflichtet war, hatten in Frankreich und anderen europäischen Ländern die Notenbanken der Kontrolle der Regierung unterstanden und waren auch zu deren wirtschaftspolitischen Zielen herangezogen worden. In den Verhandlungen zur EWWU setzte sich der stabilitätsorientierte deutsche Ansatz durch; dennoch blieb die Forderung nach einer europäischen Wirtschaftsregierung auch später erhalten. Traditionell wird sie vor allem von der französischen Regierung gefordert, von Deutschland dagegen abgelehnt.

## Gemeinsame Konjunktur- und Industriepolitik
Eine europäische Wirtschaftsregierung würde eine gemeinsame Fiskal- und aktive Konjunkturpolitik in der EU möglich machen, wie sie von einem Teil des politischen Spektrums gewünscht, von anderen hingegen abgelehnt wird. Die EU kann selbst keine Steuern erheben, und die von der Europäischen Kommission verwalteten Eigenmittel der Europäischen Union sind weder so umfangreich noch so variabel steuerbar, dass sie sich zu einer aktiven Konjunkturpolitik eignen würden. Sofern eine aktive Konjunkturpolitik grundsätzlich oder in speziellen Situationen gewünscht wird, ist diese jeweils Angelegenheit der einzelnen Mitgliedstaaten, die sich nur freiwillig untereinander koordinieren. Ähnliches gilt für die Lohnpolitik, da Tarifregelungen meist national begrenzt sind. Frankreich forderte daher immer wieder eine stärkere Bündelung solcher Maßnahmen. Allerdings verband sich diese französische Position meist auch mit der Forderung nach einer aktiveren EU-Industriepolitik, die in Deutschland als Schritt zu einem ordnungspolitisch falschen Staatsinterventionismus abgelehnt wurde.
Von Bedeutung wurde der Konflikt in der Finanzkrise ab 2007, als alle Mitgliedstaaten jeweils nationale Konjunkturprogramme aufstellten, die von der Europäischen Kommission lediglich koordiniert wurden. Auch wenn im Rahmen des Europäischen Binnenmarktes die direkte Benachteiligung von Angehörigen anderer Mitgliedstaaten nicht erlaubt ist, konnten diese unterschiedlichen konjunkturpolitischen Ansätze zu Ungleichgewichten zwischen den einzelnen EU-Staaten führen. So setzte etwa 2008 die von Irland angekündigte Garantie für seine nationalen Banken die übrigen Mitgliedstaaten unter Druck, mit ähnlichen Mitteln nachzuziehen. Deutschland wiederum wurde vor allem von französischer Seite vorgeworfen, mehrere Jahre lang durch gemäßigte Lohnerhöhungen seine Produktivität und Wettbewerbsfähigkeit stärker als die übrigen EU-Staaten gesteigert zu haben und dadurch zu Ungleichgewichten beigetragen zu haben.
Während der Eurokrise vermehrten sich von bestimmten politischen Strömungen die Forderungen nach einer europäischen Wirtschaftsregierung und wurden etwa auch vom Präsidenten der Europäischen Zentralbank, Jean-Claude Trichet, aufgegriffen. Schließlich erklärte sich auch die deutsche Regierung unter Angela Merkel zur Einrichtung einer europäischen Wirtschaftsregierung bereit. Diese sollte allerdings auf Ebene der gesamten EU, nicht nur der Euro-Staaten ansetzen und vom Europäischen Rat, nicht von der Europäischen Kommission oder von etwa neu zu schaffenden Institutionen geleitet werden. Für wirtschaftspolitische Beschlüsse wäre damit weiterhin ein Konsens aller EU-Mitgliedstaaten erforderlich.
Um die Koordination innerhalb der EU zu erleichtern, existiert zudem der Vorschlag, verschiedene Euro-relevante Ämter in Form eines Doppelhuts miteinander zu vereinigen, nämlich das des Kommissar für Wirtschaft und Währung, des Vorsitzenden im Rat für Wirtschaft und Finanzen und des Vorsitzenden der Euro-Gruppe. Dieser Vorschlag wurde in einem Bericht der Europaabgeordneten Pervenche Berès vorgebracht und stieß im Europäischen Parlament auf Zustimmung. Einen ähnlichen Vorschlag vertrat auch Binnenmarktkommissar Michel Barnier bei einer Humboldt-Rede zu Europa im Mai 2011. Er würde aber eine Reform des AEU-Vertrags und damit die Zustimmung und Ratifikation aller Mitgliedstaaten notwendig machen.

## Pläne und Kritik
Die ehemalige deutsche Kanzlerin Angela Merkel setzte sich für eine EU-Wirtschaftsregierung ein. Für eine verbesserte Koordination der Wirtschafts- und Finanzpolitik soll eine gemeinsame Wirtschaftsregierung der Euro-Länder gebildet werden, bestehend aus einem Gremium, das zweimal im Jahr tagen würde. Ihm würden die 17 Staats- und Regierungschefs der Eurozone angehören.
Im Rahmen der Reform der Europäischen Wirtschafts- und Währungsunion wurden von den EU-Institutionen auch Gesetze verabschiedet, die im Sinne einer gemeinsamen Wirtschaftsregierung interpretiert werden können. So kann die EU-Kommission künftig in die nationalen Haushaltsplanungen der 19 Euroländer eingreifen und bei der Steuergesetzgebung, der Lohnentwicklung oder Sozialleistungen mitreden.
Die Schwierigkeiten bei der Definition der „europäischen Wirtschaftsregierung“ betreffen auch die Debatte in der deutschen Öffentlichkeit. So hieß es zunächst, die CSU kritisiere Angela Merkels Bemühungen. Kurz darauf wurde jedoch verlautbart, die Partei unterstütze die Pläne. Erst später erklärte die CSU, dass sie bei der Bewältigung der Staatsschuldenkrise im Euroraum hinter der Bundeskanzlerin steht, eine europäische Wirtschaftsregierung oder einen europäischen Finanzminister jedoch strikt ablehnt.
Ende August 2011 forderte der Bundesvorstand der Grünen „eine stärkere Koordinierung der Wirtschafts- und Steuerpolitik in einer echten europäischen Wirtschaftsregierung, die vom Europäischen Parlament legitimiert und kontrolliert wird“.
Linke Kritiker lehnen eine Europäische Wirtschaftsregierung ab, weil sie dadurch eine Zementierung neoliberaler Prinzipien befürchten. Konservative sehen durch eine Europäische Wirtschaftsregierung das Demokratiedefizit der EU drastisch verstärkt.
Bei einer im Oktober 2011 im Auftrag der Initiative Neue Soziale Marktwirtschaft durchgeführten Umfrage unter deutschen Wirtschaftsprofessoren gaben 60 von 96 Wissenschaftlern an, dass die Eurozone keine gemeinsame Wirtschaftsregierung benötigt. 33 Experten stimmten dafür. Auch eine gemeinsame Fiskalpolitik lehnen die meisten der befragten Ökonomen ab (52 Gegenstimmen).